# Alginiany
Alginiany – sole kwasu alginowego.

## Występowanie
Sole te występują w wodorostach morskich. Wchodzą w skład ścian komórkowych glonów. Otrzymuje się je w wyniku ekstrakcji Macrocystis pyrifera w środowisku  zasadowym.

## Właściwości
Alginiany są w roztworach wodnych lepkie, często tworzą żel.

## Zastosowanie
Związków tych używa się w przemyśle spożywczym w charakterze stabilizatorów zawiesin i emulsji, a także jako zagęstniki przy produkcji wyrobów cukierniczych oraz deserów, takich jak budynie, galaretki. Alginiany są również używane w celu zapobiegania tworzenia się kryształów cukru.